# Cochliomyces
Cochliomyces är ett släkte av svampar. Cochliomyces ingår i familjen Euceratomycetaceae, ordningen Laboulbeniales, klassen Laboulbeniomycetes, divisionen sporsäcksvampar och riket svampar.
|              | Pseudoecteinomyces                                                                     |
|              |                                                                                        |
|              | Colonomyces                                                                            |
|              |                                                                                        |
| Cochliomyces | \| \| Cochliomyces argentinensis \| \| \| \| \| \| Cochliomyces trinitatis \| \| \| \| |
|              | \| \| Cochliomyces argentinensis \| \| \| \| \| \| Cochliomyces trinitatis \| \| \| \| |
|              | Euceratomyces                                                                          |
|              |                                                                                        |
|              | Euzodiomyces                                                                           |
|              |                                                                                        |
|              | Cochliomyces argentinensis                                                             |
|              |                                                                                        |
|              | Cochliomyces trinitatis                                                                |
|              |                                                                                        |

|  | Cochliomyces argentinensis |
|  |                            |
|  | Cochliomyces trinitatis    |
|  |                            |